# Гримайловская поселковая община
Гримайловская поселковая община (укр. Гримайлівська селищна громада) — территориальная община в Чортковском районе Тернопольской области Украины.
Административный центр — посёлок Гримайлов.
Население составляет 9602 человека. Площадь — 337,9 км².
В соответствии с распоряжением Кабинета Министров Украины от 12 июня 2020 года, в состав общины вошла территория Гримайловского поселкового совета, а также Глебовского, Зелёновского, Калагаровского, Красненского, Лежановского, Малоборковского, Малолукского, Окнянского, Познанского, Раштовецкого, Саджовецкого и Толстенского сельских советов упразднённого Гусятинского района.

## Населённые пункты
В состав общины входят 1 посёлок и 24 села:
- Гримайлов
  - Белиновка
  - Буцыки
  - Лежановка
  - Оленовка
- Глебовский старостинский округ:
  - Глебов
  - Познанка
- Зелёновский старостинский округ:
  - Зелёное
  - Паевка
- Калагаровский старостинский округ:
  - Волица
  - Калагаровка
  - Крутилов
- Красненский старостинский округ:
  - Козина
  - Красное
  - Саджовки
  - Ставки
- Малоборковский старостинский округ:
  - Малые Борки
  - Новосёлка
- Малолукский старостинский округ:
  - Кокошинцы
  - Малая Лука
  - Монастыриха
- Окнянский старостинский округ:
  - Окно
- Раштовецкий старостинский округ:
  - Раштовцы
- Толстенский старостинский округ:
  - Кут
  - Толстое